# Eschenmoserzout
Eschenmoserzout of dimethylmethylideenammoniumjodide is een organisch zout met als brutoformule C3H8NI. De stof komt voor als gele hygroscopische kristallen, die hydrolyseren in water. Het zout werd vernoemd naar de Zwitserse scheikundige Albert Eschenmoser, in wiens laboratorium het reagens werd ontwikkeld.
Eschenmoserzout is de bekendste vertegenwoordiger van de groep iminiumzouten en wordt aangewend als reagens.

## Synthese
Eschenmoserzout kan bereid worden uit reactie van trimethylamine of tetra-N-methylmethyleendiamine met een joodhoudend elektrofiel, zoals di-joodmethaan of trimethyljoodsilaan.

## Toepassingen
Het reagens wordt gebruikt om een methyldimethylamine-groep in een verbinding te introduceren. Hierbij reageert het Eschenmoserzout met een nucleofiele plaats in de desbetreffende molecule, zoals een enolaat of een geactiveerd keton. Het product kan vervolgens gemethyleerd worden, waarna na eliminatie een dubbele binding ontstaat. Dit is voornamelijk interessant voor de synthese van reactieve exomethyleengroepen. Een aldolreactie met formaldehyde is niet mogelijk, omdat er eerst overreactie optreedt, gevolgd door een Cannizzaro-reactie.
Het reagens is een organisch zout van een N,N-dimethylmethylideen-kation en een jodide-anion, maar wordt ook vaak gebruikt in combinatie met andere anionen, zoals chloride- en nitraat-ionen.